# Iațînova Slobidka (Krotenkî), Poltava
Iațînova Slobidka (în ucraineană Яцинова Слобідка) este un sat în comuna Krotenkî din raionul Poltava, regiunea Poltava, Ucraina.

## Demografie
Componența lingvistică a localității Iațînova Slobidka
     Ucraineană (93,94%)
     Rusă (4,04%)
Conform recensământului din 2001, majoritatea populației localității Iațînova Slobidka era vorbitoare de ucraineană (93,94%), existând în minoritate și vorbitori de rusă (4,04%).